# Vasil Spasov
Vasil Spasov, bolgarski šahovski velemojster, * 1971, Bolgarija.